# Robert Stephenson and Company
Robert Stephenson and Company (в русской литературе часто Завод Стефенсона, иногда Ньюкаслский завод) — первая в мире паровозостроительная (локомотивостроительная) компания, основанная в 1823 году. Получила имя в честь первого директора — Роберта Стефенсона (сын Джорджа Стефенсона)

## История

### Основание

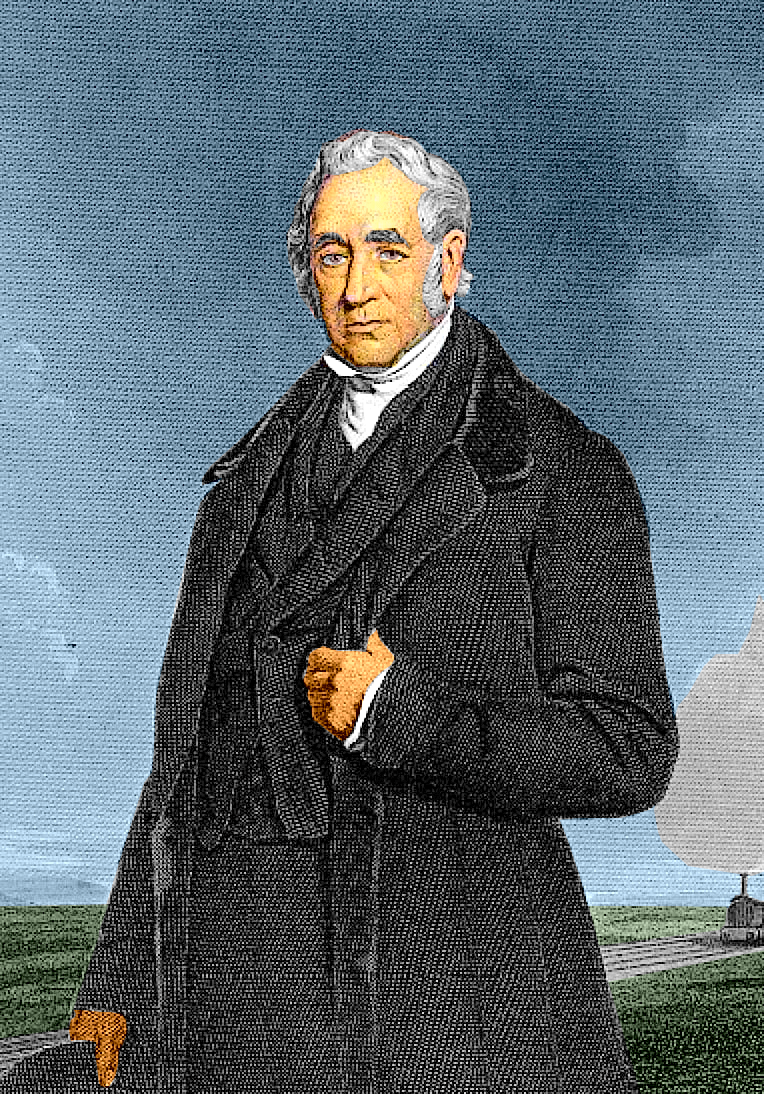
Джордж Стефенсон (1781—1848)

23 мая 1822 году в Стоктоне (Англия) было начато строительство Стоктон — Дарлингтонской железной дороги. Изначально на ней планировалось применение конной тяги, но уже известный к тому времени паровозостроитель Джордж Стефенсон убеждает ряд учредителей дороги (первым был Эдвард Пиз) в рациональности применения локомотивов. Поэтому в 1823 году выходит парламентский акт, назначающий Стефенсона главным инженером строительства, но что ещё важнее, было официально принято решение о перевозке товаров и пассажиров силой пара. Однако было очевидно, что обычные железнодорожные мастерские для массового строительства паровозов попросту не годятся, что привело Джорджа Стефенсона к решению о создании первого в истории локомотивостроительного завода.

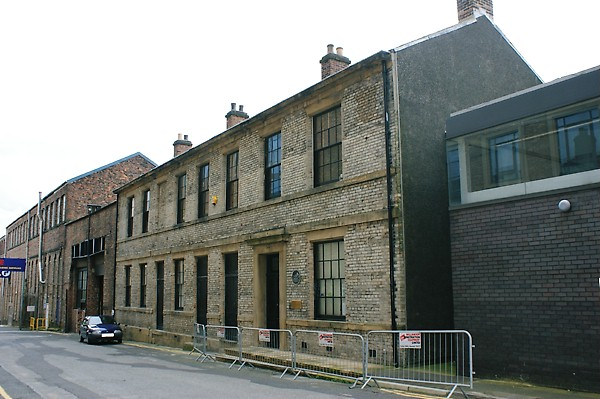
Здание компании в Ньюкасле

На строительство завода Эдвард Пиз и Томас Ричардсон вносят по 500 франков, а Джордж Стефенсон — 1000 франков (премия за изобретение безопасной рудничной лампы). На эти деньги в августе 1823 года на окраине Ньюкасла на Форт-стрит был приобретён участок, на котором началось сооружение каменного здания. Руководил постройкой Джеймс Кеннеди. Также в создании завода помогал и Майкл Лонгридж — владелец Бенлингтонского металлургического завода (данный завод поставлял рельсы для Стоктон — Дарлингтонской дороги).

### Первые локомотивы
В 1824 году завод получает свой первый заказ на постройку первых трёх паровозов для дороги. Так как 42-летний Джордж Стефенсон был занят строительством дороги, то ему некогда было заниматься заводом. Поэтому руководство новым предприятием он доверяет своему 20-летнему сыну — Роберту, который только что закончил Эдинбургский университет. Роберт Стефенсон начинает наём рабочих, заказывает необходимое оборудование и наконец налаживает производство. Строительство паровозов велось по проектам Джорджа Стефенсона, а в производстве активное участие принимал уже упоминавшийся Джеймс Кеннеди. Первенцем завода стал паровоз «Активный» (англ. Active), позже переименованный в «Движение» (Locomotion). Также заводом строятся паровозы «Надежда» (Hope), «Усердие» (Diligence) и «Чёрный алмаз» (Black Diamond). 27 сентября 1825 года паровоз Locomotion открыл движение на железной дороге Стоктон — Дарлингтон.
В 1826 году на заводе строится «Опыт» (Experiment) — первый в мире паровоз с тремя движущими осями (тип 0-3-0), что позволило сделать паровоз более мощным, чем предыдущие.

### Рейнхильские состязания

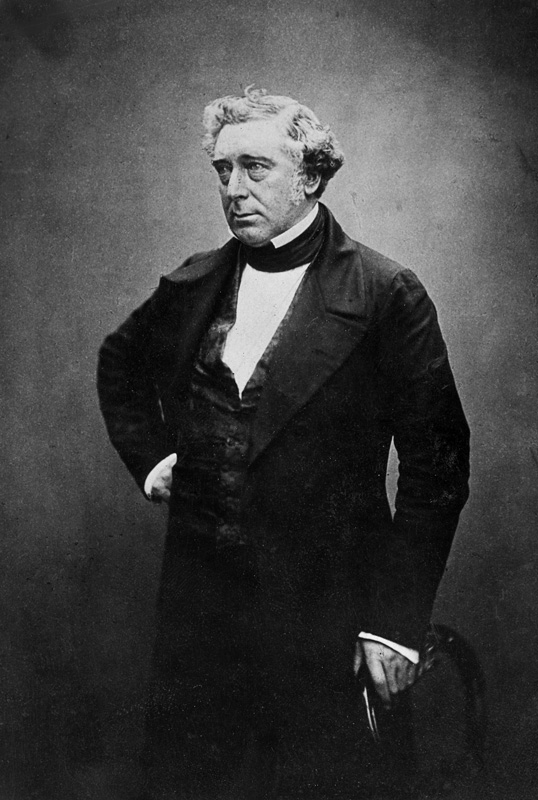
Роберт Стефенсон (1803—1859)

Вскоре после открытия Стонктон — Дарлингтонской дороги Роберт Стефенсон отправился в Колумбию, где занимался разработкой серебряных копий. Однако в 1827 году его вызывает обратно в Англию его отец. К тому времени вовсю шло строительство будущей Ливерпуль — Манчестерской железной дороги, которое занимало всё внимание Джорджа Стефенсона. В результате паровозостроительный завод практически пришёл в упадок и уже не приносил прибыли. За время отсутствия Роберта, завод выпустил лишь три паровоза для Стоктон — Дарлингтонской железной дороги, несколько паровозов для строительства дороги Ливерпуль — Манчестер, да считанные экземпляры для прочих заказчиков. Эдвард Пиз также не был заинтересован в дальнейшей работе с предприятием и предложил Стефенсону выкупить у него пай. Однако тот отказывается из-за отсутствия нужной суммы. Вернувшийся в 1828 году Роберт начинает практически возрождать завод заново. Заказывается новое оборудование, нанимаются профессиональные рабочие, а также изменяется конструкция строившихся паровозов. Строятся 2 паровоза для первой железной дороги Франции — Сент-Этьен — Лион (движение открылось в 1832 году), на которых впервые предпринимается попытка применения водотрубного паровозного котла (как позже выяснится — неудачная). Также строится паровоз «Америка» (America) для первой общественной железной дороги США — Балтимор и Огайо, который начал совершать первые регулярные рейсы на американском континенте (хотя и не был первым американским паровозом).

Открытие железной дороги Ливерпуль — Манчестер

Тем временем, в 1829 году шла подготовка к будущим Рейнхильским состязаниям, в ходе которой от участников требовалось создание паровозов принципиально новой конструкции. Прежде всего требовалось значительное повышение парообразования в котле, то есть его производительности. Применявшиеся паровозные котлы копировали котлы станционных установок и для паровозов уже не подходили. Попытки применения длинной жаровой трубы, как ранее на паровозе «Ланкаширский колдун» (Lancashire witch), показали неправильность этого решения, так как паровоз получился излишне тяжёлым и плохо вписывался в кривые. От идеи применения водотрубного котла (см. выше) также отказались. Тогда Генри Бутс, секретарь Ливерпуль-Манчестерской компании, предлагает отцу и сыну Стефенсонам идею о применению на паровозе жаротрубного котла, которую выдвигал ещё Ричард Тревитик в 1815 году. Под руководством Роберта Стефенсона на заводе начинаются эксперименты с котлами и к 1 октября 1829 года на рейнхильских «паровозных скачках» от завода был представлен паровоз «Ракета» (Rocket), который с блеском выиграл состязание и стал самым известным паровозом. Позже, в 1929 году, в честь 100-летия события, на заводе Стефенсона построят точную копию паровоза. 15 сентября 1830 года построенный на заводе Стефенона паровоз «Нортумбриец» (Northumbrian) в торжественной обстановке открыл движение по Ливерпуль — Манчестерской железной дороге — первой в мире железнодорожной магистрали.

### Дальнейшее развитие
В 1836 году завод строит несколько паровозов для Российской империи. 30 октября (11 ноября) 1837 года один из них, паровоз «Проворный», открыл движение на Царскосельской железной дороге — первой русской общественной железной дороге. Позже завод поставлял паровозы и для первой русской железнодорожной магистрали — Варшаво-Венской железной дороги.

### Двадцатый век
Несмотря на большую конкуренцию, компания продолжала выпускать локомотивы, в том числе и на экспорт. К 1899 году она выпустила уже около трёх тысяч локомотивов. Создаётся ООО Robert Stephenson and Company Limited, а производство переносится в Дарлингтон. Первый локомотив в новых цехах был построен в 1902 году. На экспорт в основном компания строила паровозы типа 2-2-0 для американских железных дорог и типов 1-3-0 и 1-4-0 для индийских. В 1905 году для Argentine Great Western Railway строятся паровозы типа 1-5-0 — впервые на английских предприятиях.
Во время Первой мировой войны на заводах компании изготавливались преимущественно боеприпасы. Однако в период с 1917 по 1920 год была выпущена большая партия локомотивов для Военного министерства Великобритании с целью использования их в континентальной Европе. В послевоенное время выпуск локомотивов по разным причинам значительно снизился.

### Слияние и закрытие
В 1937 году компания слилась с локомотиво- и судостроительной компанией Hawthorn Leslie and Company, что располагалось в Тайнсайде. Единое предприятие стало называться Robert Stephenson and Hawthorns. Судостроение по прежнему велось в Тайнсайде, а локомотивостроение — в Дарлингтоне. В 1938 году корпорация купила компании Kitson and Company и Manning Wardle.
Во Второй мировой войне заводы выпускают танк-паровозы типов 0-2-0 и 0-3-0. В 1943 году была выпущена партия паровозов Austerity 0-6-0ST. В том же году приобретается завод Vulcan Foundry (завод был основан в 1830 году под руководством Роберта Стефенсона и поставлял рельсы для железной дороги Ливерпуль — Манчестер), на мощностях которого в 1945 году начинается выпуск паровозов Liberation Class типа 1-4-0. Основная продукция в это время шла на экспорт по ленд-лизу, однако некоторое количество было поставлено и британским железным дорогам.
Последними паровозами для компании стали танк-паровозы типа 0-3-0, выпущенные в 1958 году, и 6 бестопочных паровозов, выпущенных в 1959 году. В 1960 году предприятие было закрыто. Отреставрированные здания сохранены и по настоящее время.

## Галерея

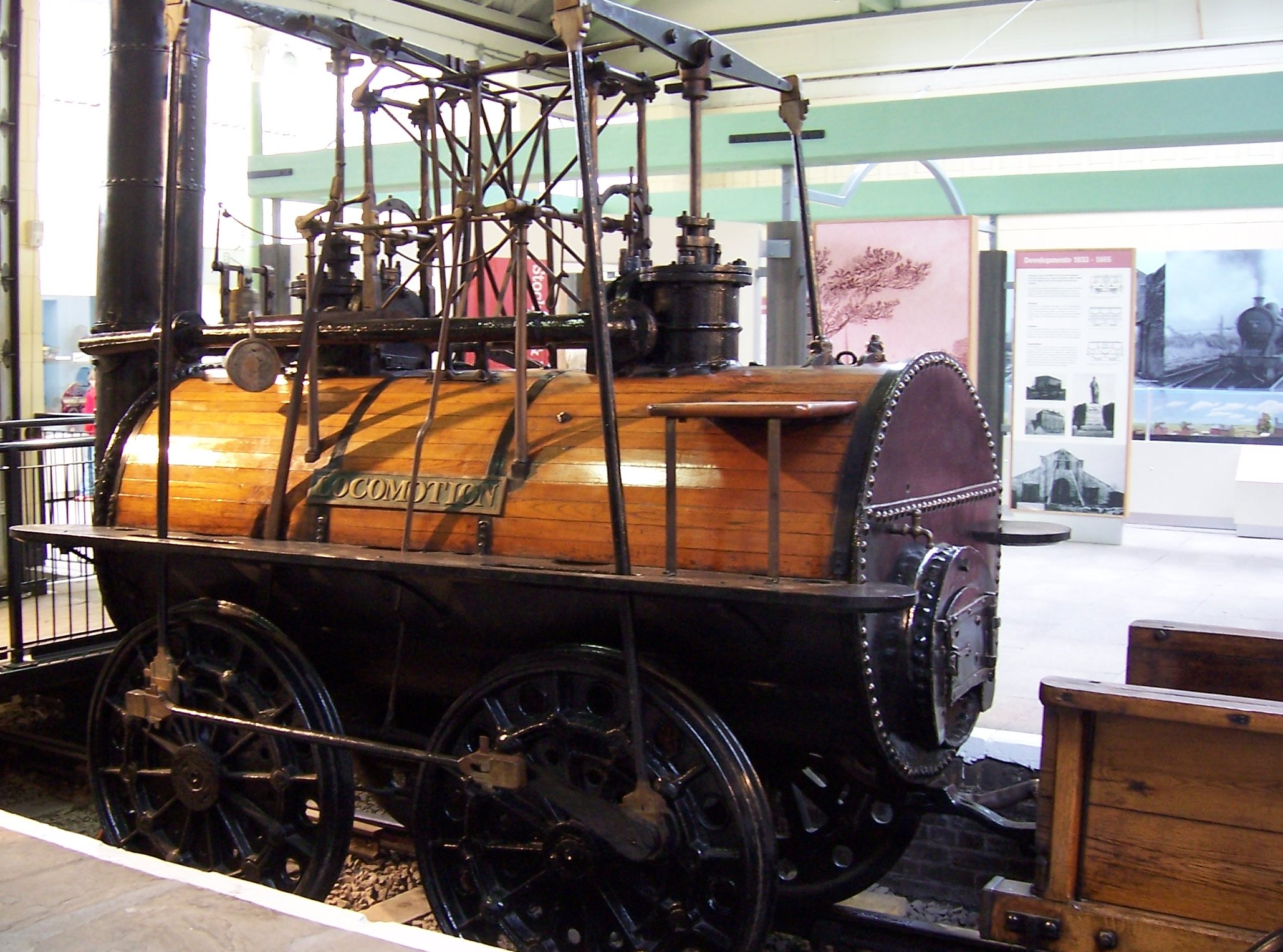
Locomotion № 1 («Движение»)
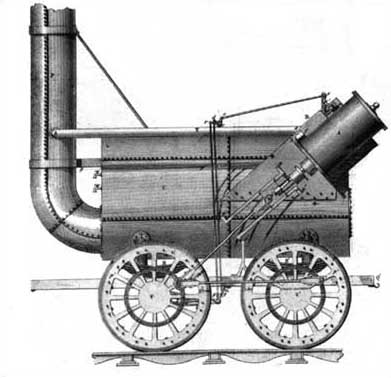
«Ланкаширский колдун»
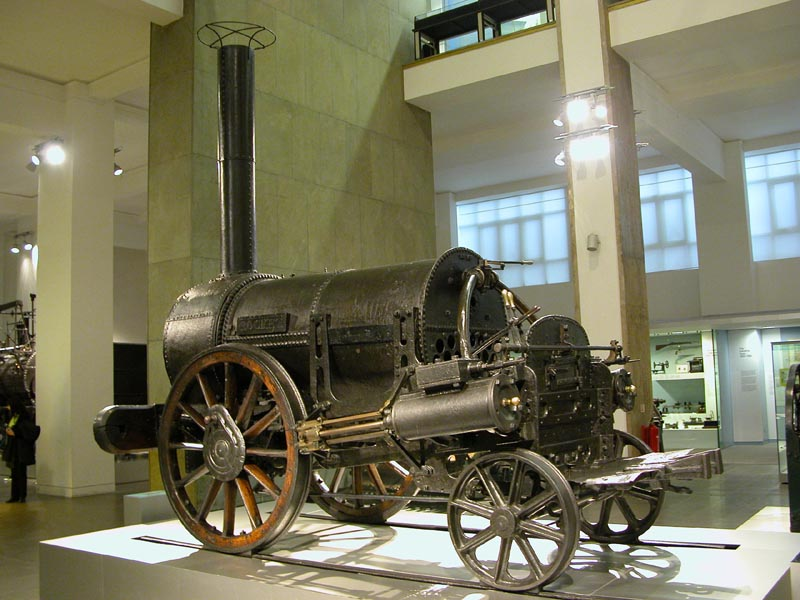
«Ракета»
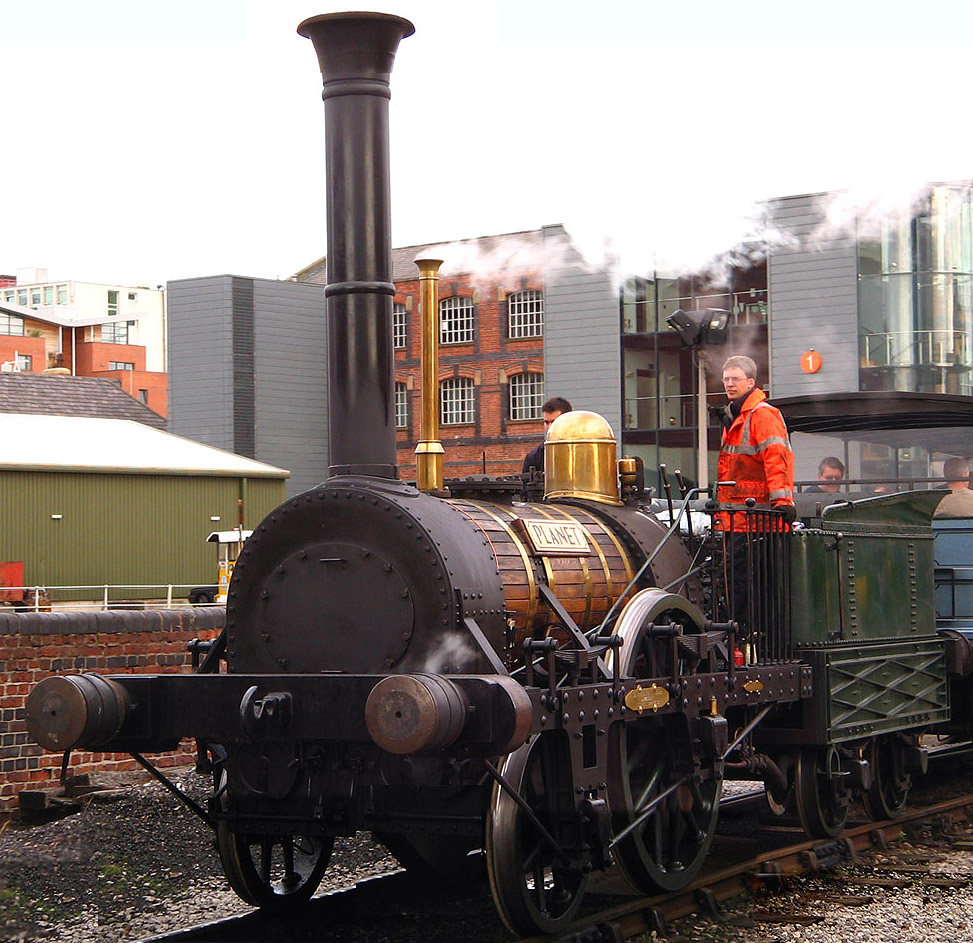
«Планета» (реплика)
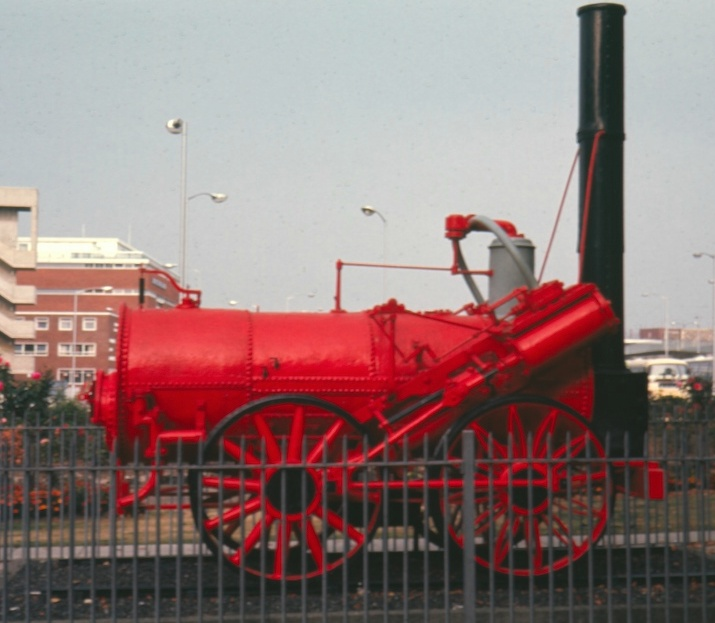
«Непокорённая»[англ.] (Invicta)
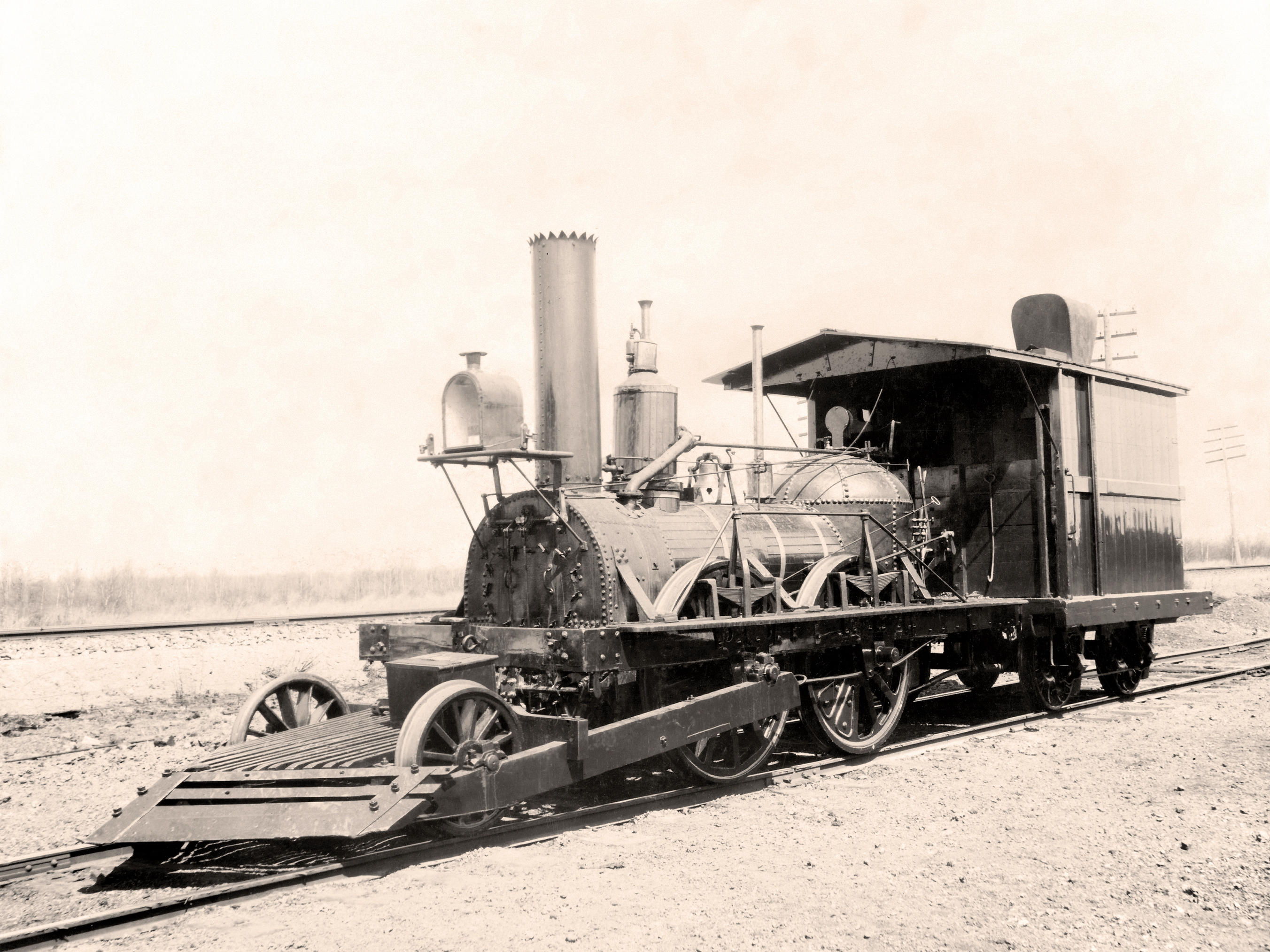
«Джон Булл»
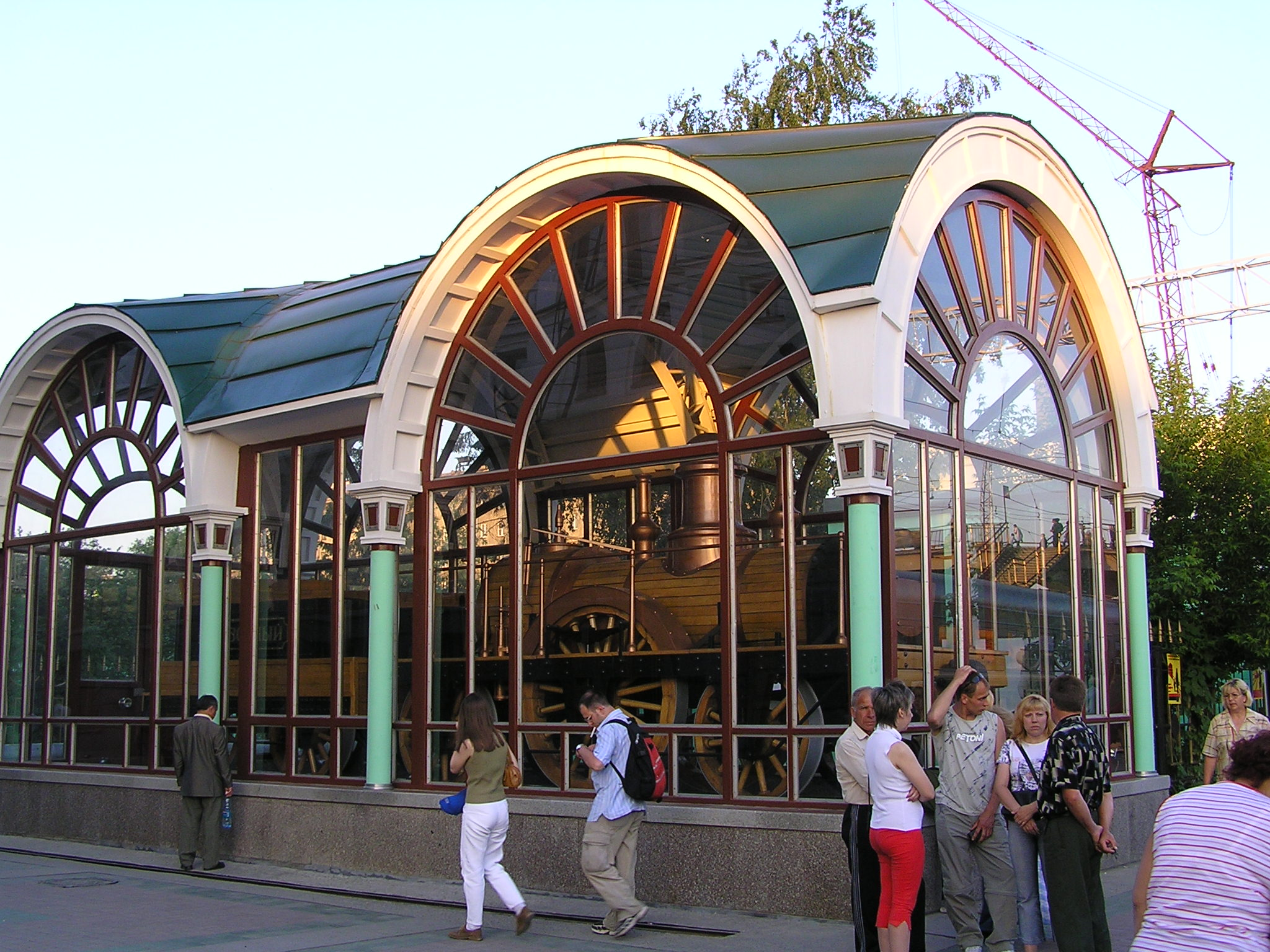
«Проворный»
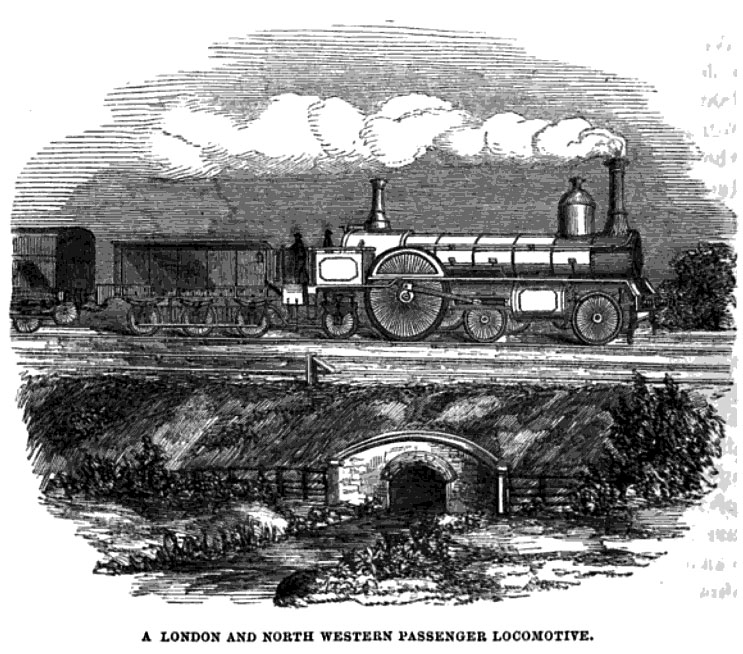
Паровоз с котлом повышенной длины
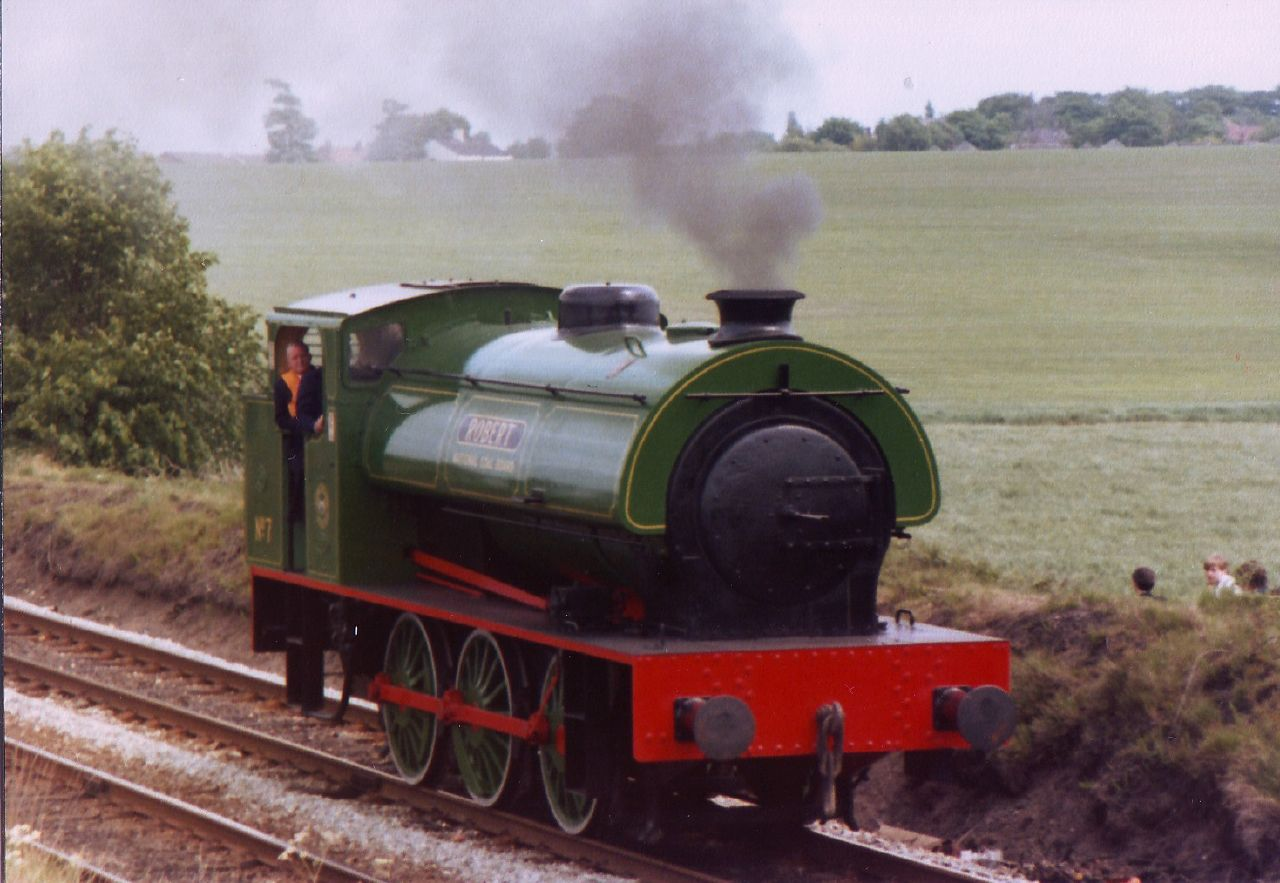
Austerity 0-6-0ST